# Argentine-Écosse en rugby à XV
Cet article retrace les confrontations entre l'équipe d'Argentine de rugby à XV et l'équipe d'Écosse de rugby à XV. Les deux équipes ne se sont affrontées à 24 reprises, dont deux fois en Coupe du monde/ Les trois premières rencontres ont un statut ambigu : tandis que l'Argentine accorde une cape internationale à ses joueurs, ce n'est pas le cas de l'Écosse. La véritable série de tests commence donc à la quatrième rencontre. Sur ces 22 matchs, les deux équipes ont chacune remporté 11 victoires.

## Historique
Les trois premières rencontres entre l'Argentine et l'Écosse n'étant pas considérées comme matchs officiels, le bilan écossais commence par une victoire écrasante à Murrayfield le 10 novembre 1990. S'ensuit une longue domination de l'équipe argentine, laquelle remporte sept victoires consécutives. Le XV du chardon ne met un terme à cette série noire que le 14 juin 2008 à Buenos Aires. En 2010, l'Écosse devient la première équipe à remporter une série de test matchs sur le sol argentin, remportant deux victoires consécutives contre les Pumas. En 2018, les deux équipes ont la spécificité d'avoir davantage gagné à l'extérieur qu'à domicile.

## Confrontations
| No | Date              | Lieu                                                            | Match              | Score   | Compétition                      |
| -- | ----------------- | --------------------------------------------------------------- | ------------------ | ------- | -------------------------------- |
| 1  | 10 novembre 1990  | Murrayfield Stadium, Édimbourg — Écosse                         | Écosse – Argentine | 49 – 3  | Test match                       |
| 2  | 4 juin 1994       | Estadio Ferro Carril Oeste, Buenos Aires — Argentine            | Argentine – Écosse | 16 – 15 | Test match                       |
| 3  | 11 juin 1994      | Estadio Ferro Carril Oeste, Buenos Aires — Argentine            | Argentine – Écosse | 19 – 17 | Test match                       |
| 4  | 21 août 1999      | Murrayfield Stadium, Édimbourg — Écosse                         | Écosse – Argentine | 22 – 31 | Test match                       |
| 5  | 18 novembre 2001  | Murrayfield Stadium, Édimbourg — Écosse                         | Écosse – Argentine | 16 – 25 | Test match                       |
| 6  | 12 novembre 2005  | Murrayfield Stadium, Édimbourg — Écosse                         | Écosse – Argentine | 19 – 23 | Test match                       |
| 7  | 7 octobre 2007    | Stade de France, Saint-Denis — France                           | Écosse – Argentine | 13 – 19 | Coupe du monde (quart de finale) |
| 8  | 7 juin 2008       | Stade Gigante de Arroyito, Rosario — Argentine                  | Argentine – Écosse | 21 – 15 | Test match                       |
| 9  | 14 juin 2008      | Stade José Amalfitani, Buenos Aires — Argentine                 | Argentine – Écosse | 14 – 26 | Test match                       |
| 10 | 28 novembre 2009  | Murrayfield Stadium, Édimbourg — Écosse                         | Écosse – Argentine | 6 – 9   | Test match                       |
| 11 | 12 juin 2010      | Stade Monumental José Fierro, San Miguel de Tucumán — Argentine | Argentine – Écosse | 16 – 24 | Test match                       |
| 12 | 19 juin 2010      | Stade José Maria Minella, Mar del Plata — Argentine             | Argentine – Écosse | 9 – 13  | Test match                       |
| 13 | 26 septembre 2011 | Westpac Stadium, Wellington — Nouvelle-Zélande                  | Argentine – Écosse | 13 – 12 | Coupe du monde (poule B)         |
| 14 | 20 juin 2014      | Estadio Mario Alberto Kempes, Cordoba — Argentine               | Argentine – Écosse | 19 – 21 | Test match                       |
| 15 | 8 novembre 2014   | Murrayfield Stadium, Édimbourg — Écosse                         | Écosse – Argentine | 41 – 31 | Test match                       |
| 16 | 19 novembre 2016  | Murrayfield Stadium, Édimbourg — Écosse                         | Écosse – Argentine | 19 – 16 | Test match                       |
| 17 | 23 juin 2018      | Estadio Centenario (en), Resistencia — Argentine                | Argentine – Écosse | 15 – 44 | Test match                       |
| 18 | 24 novembre 2018  | Murrayfield Stadium, Édimbourg — Écosse                         | Écosse – Argentine | 14 – 9  | Test match                       |
| 19 | 2 juillet 2022    | Estadio 23 de Agosto, San Salvador de Jujuy — Argentine         | Argentine – Écosse | 26 – 18 | Test match                       |
| 20 | 9 juillet 2022    | Estadio Padre Ernesto Martearena, Salta — Argentine             | Argentine – Écosse | 6 – 29  | Test match                       |
| 21 | 16 juillet 2022   | Stade Único Madre de Ciudades, Santiago del Estero — Argentine  | Argentine – Écosse | 34 – 31 | Test match                       |
| 22 | 19 novembre 2022  | Murrayfield Stadium, Édimbourg — Écosse                         | Écosse – Argentine | 52 – 29 | Test match                       |

| No | Date              | Lieu                                                 | Match                 | Score   | Compétition |
| -- | ----------------- | ---------------------------------------------------- | --------------------- | ------- | ----------- |
| -  | 13 septembre 1969 | Estadio Ferro Carril Oeste, Buenos Aires — Argentine | Argentine – Écosse XV | 20 – 3  | Amical      |
| -  | 27 septembre 1969 | Estadio Ferro Carril Oeste, Buenos Aires — Argentine | Argentine – Écosse XV | 3 – 6   | Amical      |
| -  | 24 novembre 1973  | Murrayfield Stadium, Édimbourg — Écosse              | Écosse XV – Argentine | 12 – 11 | Amical      |